# Массовое убийство в Пиджигуити
Массовое убийство в Пиджигуити (резня в Пиджигити, Massacre de Pidjiguiti) — инцидент, произошедший 3 августа 1959 года в доках Пиджигуити порта Бисау в городе Бисау, Португальская Гвинея. Портовые рабочие объявили забастовку с требованием повышения заработной платы. В целях борьбы с протестующими руководство порта прибегло к помощи ПИДЕ, государственной тайной полиции Португалии. 
Полицейские открыли огонь по толпе, убив по меньшей мере 25, а по многим данным порядка 50 человек. Правительство обвинило в случившемся революционную группировку ПАИГК, арестовав нескольких её членов. Этот инцидент заставил ПАИГК отказаться от дальнейшего проведения своей кампании ненасильственного сопротивления, что в итоге привело к началу войны за независимость Гвинеи-Бисау в 1963 году.

## Предыстория
В 1950-х годах португальский конгломерат «Companhia União Fabril» единолично контролировал большую часть торговли в доках Пиджигуити через свою дочернюю компанию под названием «Casa Gouveia». Хотя португальское колониальное правительство в эти годы провело ряд реформ, дабы попытаться подавить растущие антиколониальные настроения в регионе, низкая заработная плата и плохие условия труда по-прежнему служили катализаторами социальных волнений.
Первая крупная забастовка докеров, организованная по инициативе сотрудников «Casa Gouveia», произошла 6 марта 1956 года. В связи с этим португальским силам безопасности и ПИДЕ (действовавшей в те времена политической полиции) было приказано не применять силу против бастующих рабочих, предположительно, во избежание эскалации конфликта. Рабочие, осознав такое развитие событий, попытались захватить доки силой, и потребовалось подкрепление полиции. В конце концов были произведены аресты, но этот эпизод заставил полицию чувствовать себя униженной. При этом забастовка 1956 года в целом не увенчалась успехом, и заработная плата оставалась крайне низкой.
Продолжающееся волнение среди портовых рабочих было очевидно даже высокопоставленным колониальным чиновникам, включая заместителя госсекретаря армии Франсишку да Кошту Гомеша, который в конце 1958 года заметил, что новое восстание портовых грузчиков весьма вероятно, и посоветовал губернатору все же удовлетворить требования рабочих о заработной плате в интересах стабильности. Однако этот совет был проигнорирован.
Подготовка к очередной забастовке была организована в конце июля 1959 года, когда рабочие собрались под пальмами на набережной с целью обсудить детали. Лидер ПАИГК Амилкар Кабрал иногда называл последовавший инцидент «резней на набережной Пиджигуити».

## Массовое убийство
Утром 3 августа портовые рабочие планировали встретиться с Антонио Каррейрой, управляющим «Casa Gouveia», чтобы договориться о повышении заработной платы для них. Они заранее решили полностью остановить работу ровно в 3 часа дня в том случае, если их требования не будут выполнены. Встреча не увенчалась успехом, и рабочие прекратили свою работу, как и планировалось. Каррейра вызвал на место восстания отряд ПИДЕ, который прибыл в порт около 4 часов дня и потребовал от рабочих возобновления своей работы. Бастующие отказались подчиниться и забаррикадировались, закрыв ворота, ведущие на набережную. Размахивая веслами и гарпунами, рабочие вооружились, пытаясь удержать полицию от вторжения. 
Полиция, не желая рисковать поражением в открытом бою, открыла огонь по бастующим рабочим, дополнительно забросав их гранатами. Рабочим некуда было бежать, и несколько человек были убиты примерно за 5 минут. Еще нескольким удалось спастись по воде на собственных лодках, однако большинство из них были арестованы или застрелены уже в воде. 
На месте погибло от 25 до 50 человек, еще больше получило различные ранения. Новость о резне быстро распространилась среди населения, и члены ПАИГК вскоре прибыли на место происшествия. Руководство ПАИГК было осведомлено о планах забастовки и одобрило этот маневр как акт гражданского сопротивления колониальному правительству. ПИДЕ быстро арестовала ряд членов ПАИГК. Участие ПАИГК в забастовке дало колониальным властям козла отпущения, на которого можно было возложить вину за беспорядки.

## Последствия
Власти обвинили ПАИГК в разжигании недовольства среди рабочих, и сторонникам партии пришлось переосмыслить долгосрочные стратегии достижения своих целей. В сентябре 1959 года Кабрал и несколько других членов ПАИГК на встрече в Бисау решили, что продолжение сугубо ненасильственного сопротивления не приведет к переменам. Они пришли к выводу, что единственная надежда на достижение независимости — вооружённая повстанческая борьба. Это стало отправной точкой в 11-летней национально-освободительной борьбе (1963—1974) в Португальской Гвинее. Война, в ходе которой 10 000 бойцов ПАИГК, поддерживаемых Советским Союзом, выступили против португальских войск, в конечном итоге привела к завоеванию независимости Гвинеи-Бисау и всей Португальской Африки после Революции гвоздик 1974 года в Лиссабоне.

## Память

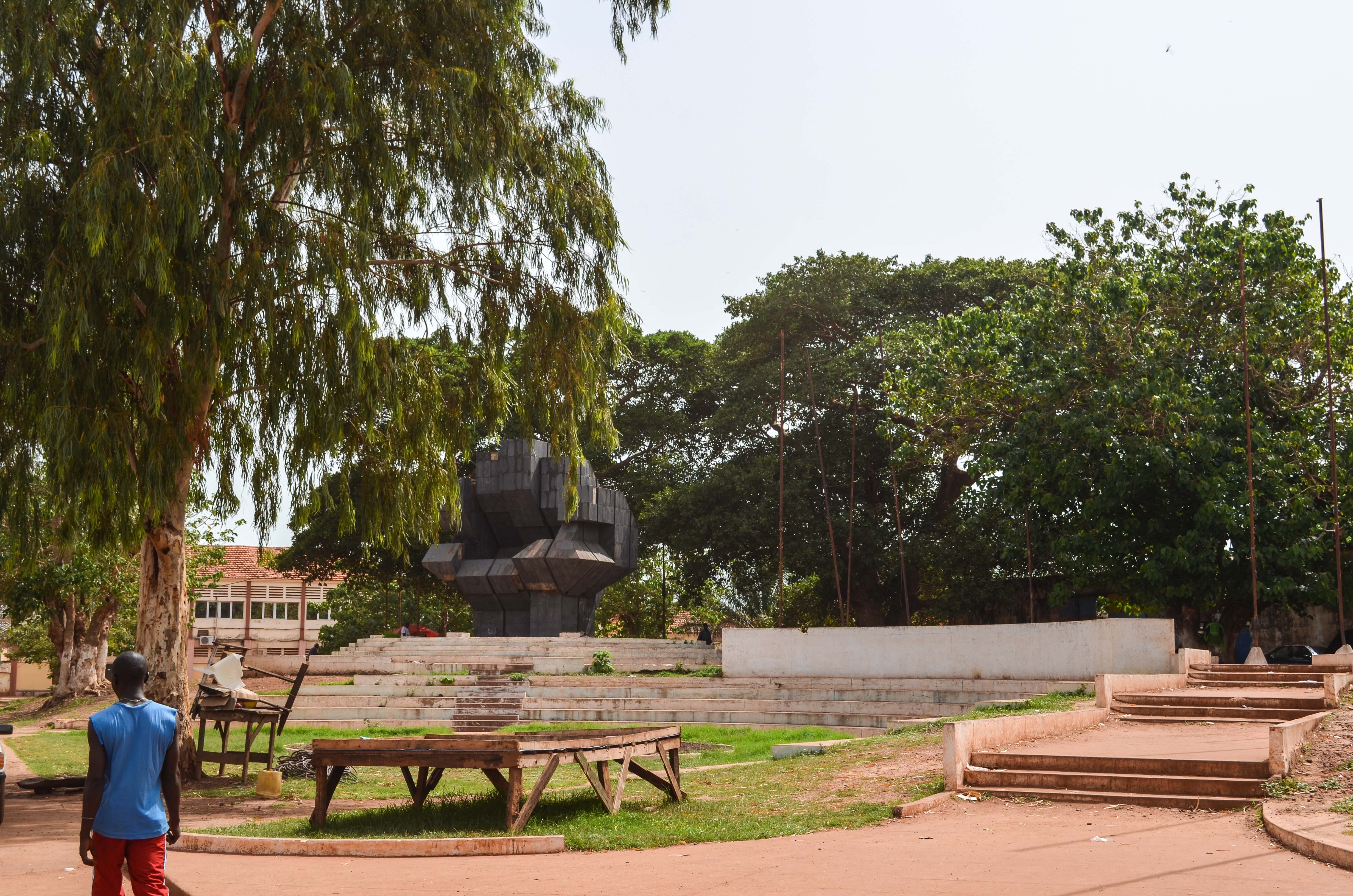
«Рука Тимбы»

День резни, 3 августа, в настоящее время является государственным днем памяти в Гвинее-Бисау. Рядом с доками сейчас находится памятник — большой чёрный кулак, известный в народе как Рука Тимбы, который был установлен в качестве мемориала погибшим рабочим.